# Megacormus franckei
Espèce
Megacormus franckei est une espèce de scorpions de la famille des Euscorpiidae.

## Distribution
Cette espèce est endémique du Querétaro au Mexique. Elle se rencontre vers Pinal de Amoles.

## Description
Le mâle holotype mesure 31,45 mm et la femelle paratype 42,48 mm.

## Étymologie
Cette espèce est nommée en l'honneur d'Oscar F. Francke.

## Publication originale
- Kovařík, 2019 : Review of Megacormus Karsch, 1881, with description of a new species (Scorpiones: Euscorpiidae). Euscorpius, no 296, p. 1-46 (texte intégral).